# Pozuelos (Venezuela)
Pozuelos es un sector y capital de la parroquia del mismo nombre del Municipio Juan Antonio Sotillo, se ubica de 22 a 80 m s. n. m. y posee una población de 160.000 personas, a pesar de ser la parroquia más poblada y antigua del Municipio, es solo una parroquia residencial, es conocida por sus festividades en honor a su patrona: La Virgen del Amparo de Pozuelos.

## Historia
Pozuelos fue fundado en dos ocasiones, una en 1594 bajo el nombre Puerto de Santa Cruz, la cual fue destruida por los indígenas de la zona, y la otra como una Misión por parte de los Misioneros Capuchinos en 1780, en 1862 un grupo de pescadores fundó una villa a las orillas de la Bahía de mismo nombre, la cual fue absorbida por el pueblo en 1863 y destruida en 1868 por un poderoso incendio, la población se reconstruyó en 1870 y fue rebautizada como Puerto de la Santa Cruz, este originalmente sería considerado Puerto La Cruz, pero debido a constantes discusiones entre los habitantes del pueblo y los pescadores, ambas poblaciones se dividieron, Pozuelos conservó su carácter de pueblo hasta mediados de 1950, cuando el auge petrolero tomó puerto la Cruz, Pozuelos se convirtió en un campo residencial y se extendió hasta la vía del Tren Naricual-Guanta; Los Cerros de la ciudad se poblaron y se incluyeron en 1990 al declararse parroquia del Municipio Sotillo y su iglesia fue declarada Monumento Histórico Nacional en 1992. A pesar de que pozuelos fue el primer poblado fundado en la zona, perdió importancia cuando Puerto La Cruz se transformó a raíz de la Construcción de La Refinería de Guaraguao.

## Límites
- Norte:Barrio Isla de Cuba; Avenida Intercomunal
- Sur:Cerro Vidoño; Municipio Simón Bolívar
- Este:Refinería de Guaraguao (Parroquia), Montecristo (Poblado)
- Oeste:Vía Alterna; Universidad de Oriente

## División

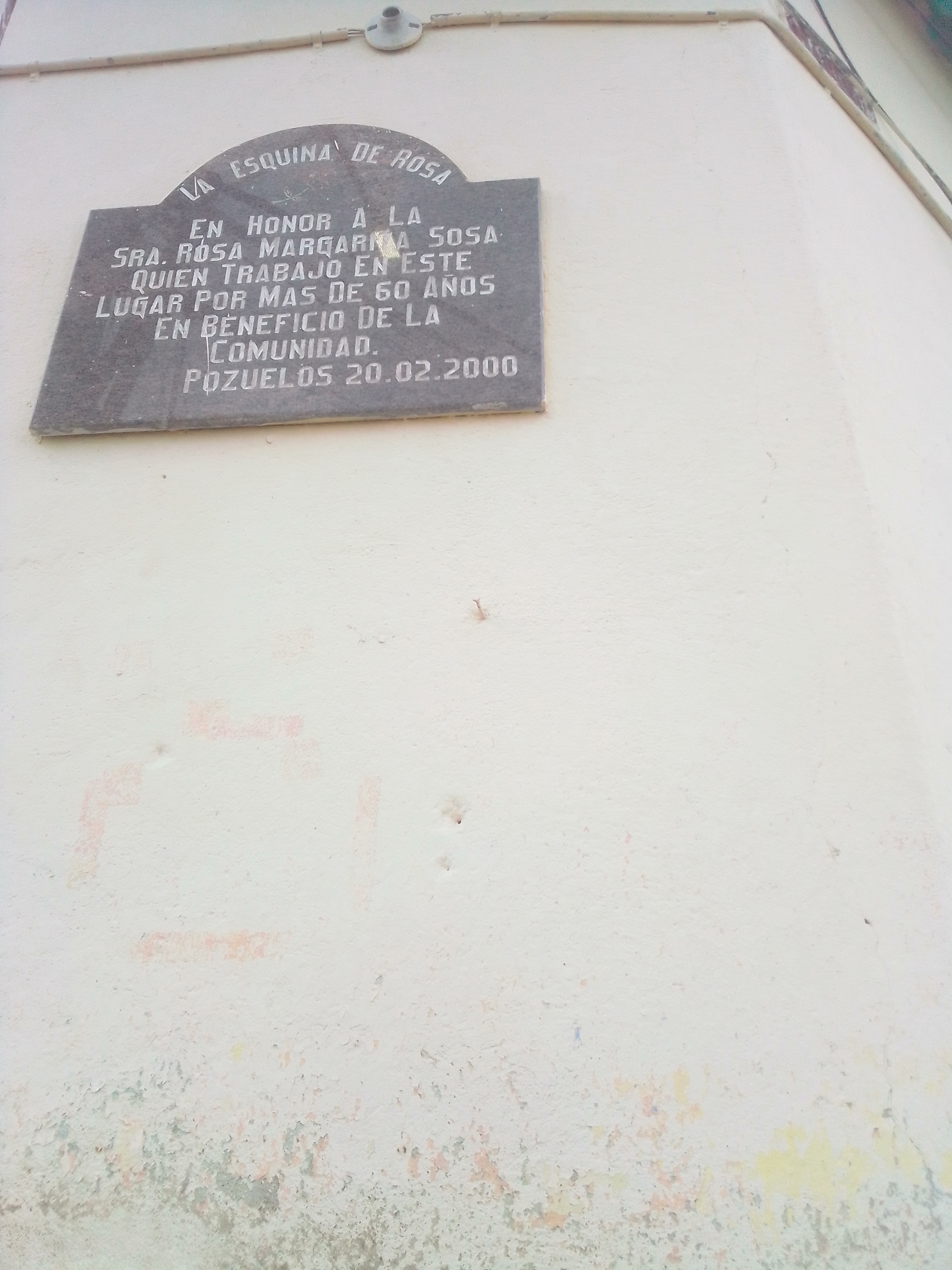
Placa en la esquina de Rosa

La Parroquia Pozuelos comprende el eje sur del Municipio y se divide en 20 barrios o sectores, por lo cual es la parroquia más poblada del municipio. Algunas son:
- Barrio Pozuelos: Es el principal poblado de la parroquia en materia económica y legislativa, posee una población de 25.000 habitantes y es el principal centro residencial de la parroquia, se ubica de 20 a 60 m s. n. m. sobre el cerro vidoño.

- Casco Colonial:Es la parte original del poblado fundado en 1780, se conserva muy bien y una de sus principales reliquias es la Iglesia Amparo de Pozuelos, se ubica a 60 m s. n. m. sobre el Cerro Vidoño.

- La Caraqueña:Popular Barriada Portocruzana, comprende un 30% del territorio de la Parroquia y se extiende hacia el este de la parroquia.

- Valle Verde:Popular Barriada de la Zona.

## La Virgen del Amparo

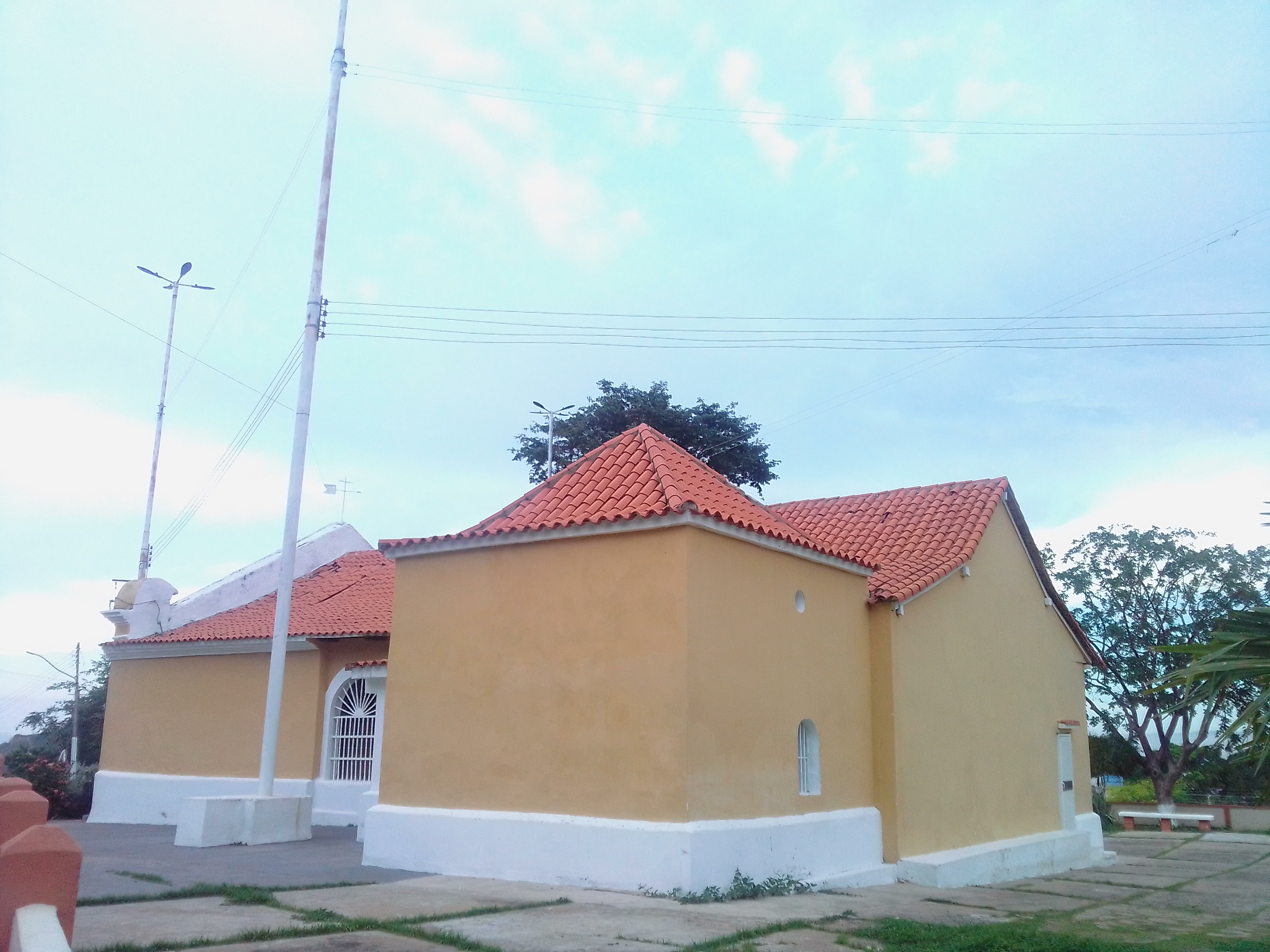
Iglesia Nuestra Señora del Amparo

Nuestra Señora del Amparo de Pozuelos, es una advocación mariana de la Iglesia católica en el poblado de Pozuelos, cuya imagen tiene su principal centro de culto en el Santuario Mariano del mismo nombre en el casco central del pueblo; La imagen ha estado en el templo desde 1600 y desde entonces fue la patrona de Puerto La Cruz, hasta la separación de ambas ciudades. El 8 de noviembre es su fecha de celebración y se realizan misas, cultos y una pequeña procesión por las principales calles del poblado.
- Datos: Q28517214